# Нойзидлерзе-Зевинкель

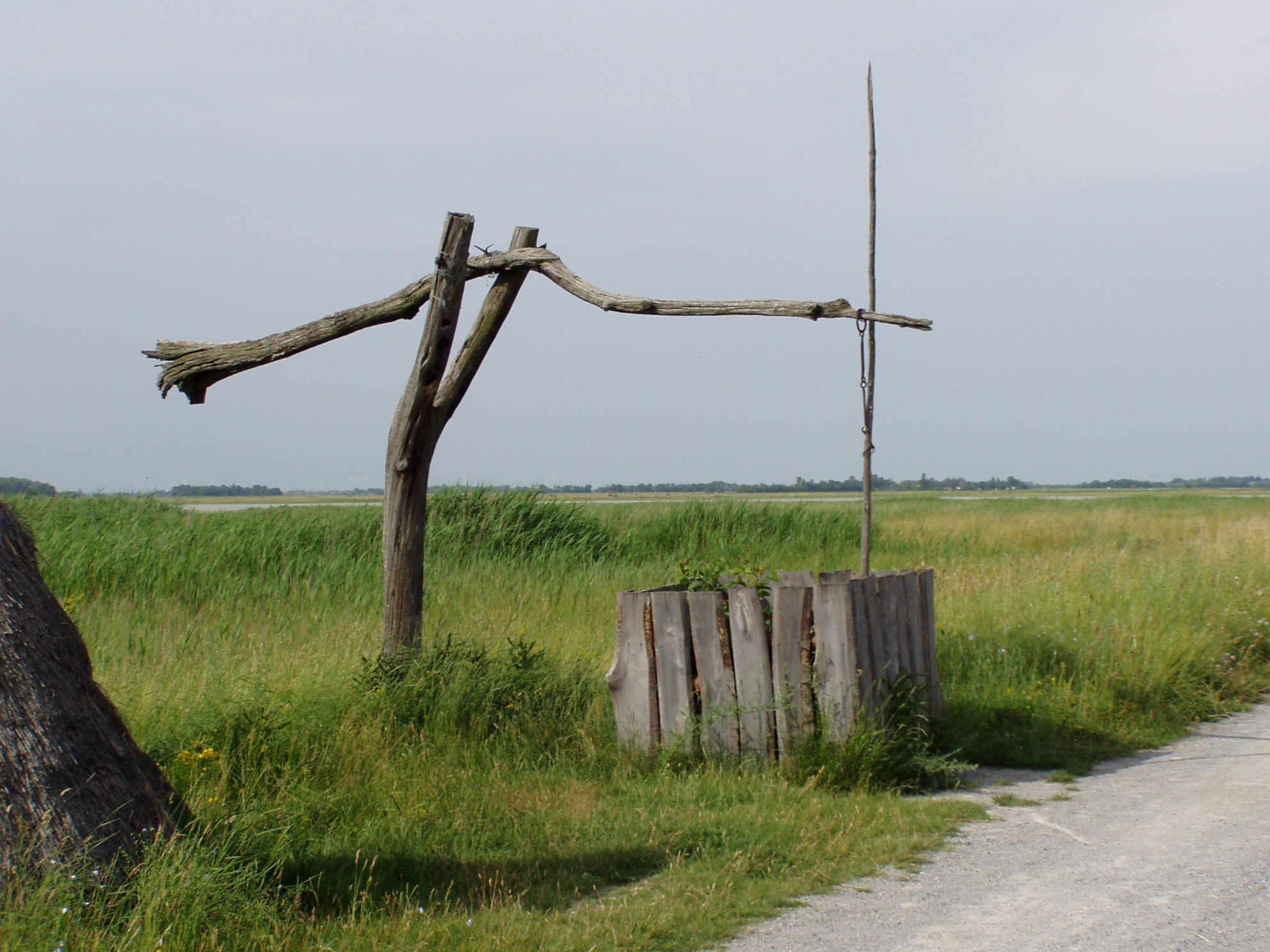

Нойзи́длерзе-Зеви́нкель (нем. Neusiedlersee-Seewinkel) — национальный парк и заповедник на границе Австрии с Венгрией.
Создан в 1932 году. Площадь — около 3 тыс. га (вместе с охранной зоной — около 35 тыс. га). Охраняет природный комплекс мелководного озера Нойзидлер-Зе, служащего местом гнездования множества водных и околоводных птиц. В заповеднике представлены разнообразные ландшафты: тростниковые заросли, болота, луга и типичные среднеевропейские степи (пуста). В период весеннего и осеннего пролета пернатое население озера и его побережья увеличивается в несколько раз, что ещё более повышает роль охраняемой территории как водно-болотного угодья международного значения.
В 1993 году заповедник получил статус национального парка. Парк объединён с венгерским национальным парком Фертё-Ханшаг, расположенным с венгерской стороны озера. С 1977 года парк и охранная зона входят во всемирную сеть биосферных резерватов ЮНЕСКО.